# The Lone Wolf Returns (film, 1935)
Pour les articles homonymes, voir The Lone Wolf.
Pour plus de détails, voir Fiche technique et Distribution.
The Lone Wolf Returns est un film américain réalisé par Roy William Neill et sorti en 1935, avec Melvyn Douglas dans le rôle de Michael Lanyard le voleur de bijoux. Il est adapté du roman de Louis Joseph Vance, qui avait déjà fait l'objet de plusieurs adaptations auparavant.

## Fiche technique
- Réalisation : Roy William Neill
- Scénario : d'après le roman The Lone Wolf de Louis Joseph Vance
- Photographie : Henry Freulich
- Montage : Viola Lawrence
- Musique : Howard Jackson
- Genre: Aventure
- Production : Columbia Pictures
- Durée : 64 minutes
- Date de sortie : 31 décembre 1935

## Distribution
- Melvyn Douglas : Michael Lanyard
- Gail Patrick : Marcia Stewart
- Tala Birell : Liane Mallison
- Henry Mollison : « Mal » Mallison
- Thurston Hall : Inspecteur Crane
- Raymond Walburn : Jenkins
- Douglass Dumbrille : Morphew
- Nana Bryant : tante Julie Stewart
- Robert Middlemass : Chef des détectives McGowan
- Robert Emmett O'Connor : détective Benson